# Dolné diery
Dolné diery je turisticky významná soutěska v Kriváňské Malé Fatře. Jsou součástí Jánošíkových dier na území obce Terchová v okrese Žilina na Slovensku. 
V soutěsce se nachází dva vodopády, které jsou součástí vodopádů Dierového potoka:
- Dolný dolnodierový vodopád
- Horný dolnodierový vodopád

Soutěskou prochází naučná stezka. Bizarní skalní útvary se specifickým klimatem jsou domovem většího počtu nezvyklých druhů rostlin a živočichů.